# Agabiformius obtusus
Agabiformius obtusus är en kräftdjursart som först beskrevs av Gustav Budde-Lund 1909.  Agabiformius obtusus ingår i släktet Agabiformius och familjen Porcellionidae. Inga underarter finns listade i Catalogue of Life.